# Лабор де Пералта, Абасоло (Каборка)
Лабор де Пералта, Абасоло (шп. Labor de Peralta, Abasolo) насеље је у Мексику у савезној држави Сонора у општини Каборка. Насеље се налази на надморској висини од 92 м.

## Становништво
Према подацима из 2010. године у насељу је живело 11 становника.

### Хронологија
| Година       | 2000        | 2005       | 2010 |
| ------------ | ----------- | ---------- | ---- |
| Становништво | 19 (10 / 9) | 13 (9 / 4) | 11   |

### Попис
| # | Индикатор                     | Вредност |
| - | ----------------------------- | -------- |
| 1 | Укупно домаћинстава           | 3        |
| 2 | Укупно насељених домаћинстава | 2        |
| 3 | Величина локације             | 1        |